# Paul Requadt
Paul Requadt (* 23. Januar 1902 in Twistringen; † 17. Juli 1983 in Mainz) war ein deutscher Germanist.

## Leben
Von 1920 bis 1926 studierte er in Göttingen, Heidelberg, München und Köln zuerst Rechtswissenschaft und wechselte dann zu Germanistik, Geschichte, Philosophie und Soziologie. Nach der Promotion 1926 bei Ernst August Bertram an der Universität Köln trat er zum 1. Mai 1937 der NSDAP bei (Mitgliedsnummer 5.534.262). Die Habilitation fand 1944 bei Willi Flemming an der Universität Rostock statt. Er war von 1947 bis 1950 Privatdozent an der Universität Mainz, wo er von 1950 bis 1970 als Professor für Deutsche Philologie lehrte.

## Schriften (Auswahl)
- Johannes von Müller und der Frühhistorismus. München 1929, OCLC 251999616.
- Die Bildersprache der deutschen Italiendichtung. Von Goethe bis Benn. Bern 1962, OCLC 3048041.
- Lichtenberg. Stuttgart 1964, OCLC 781862.
- Bildlichkeit der Dichtung. Aufsätze zur deutschen Literatur vom 18. bis 20. Jahrhundert. München 1974, OCLC 2031236.